# Michael Moynihan

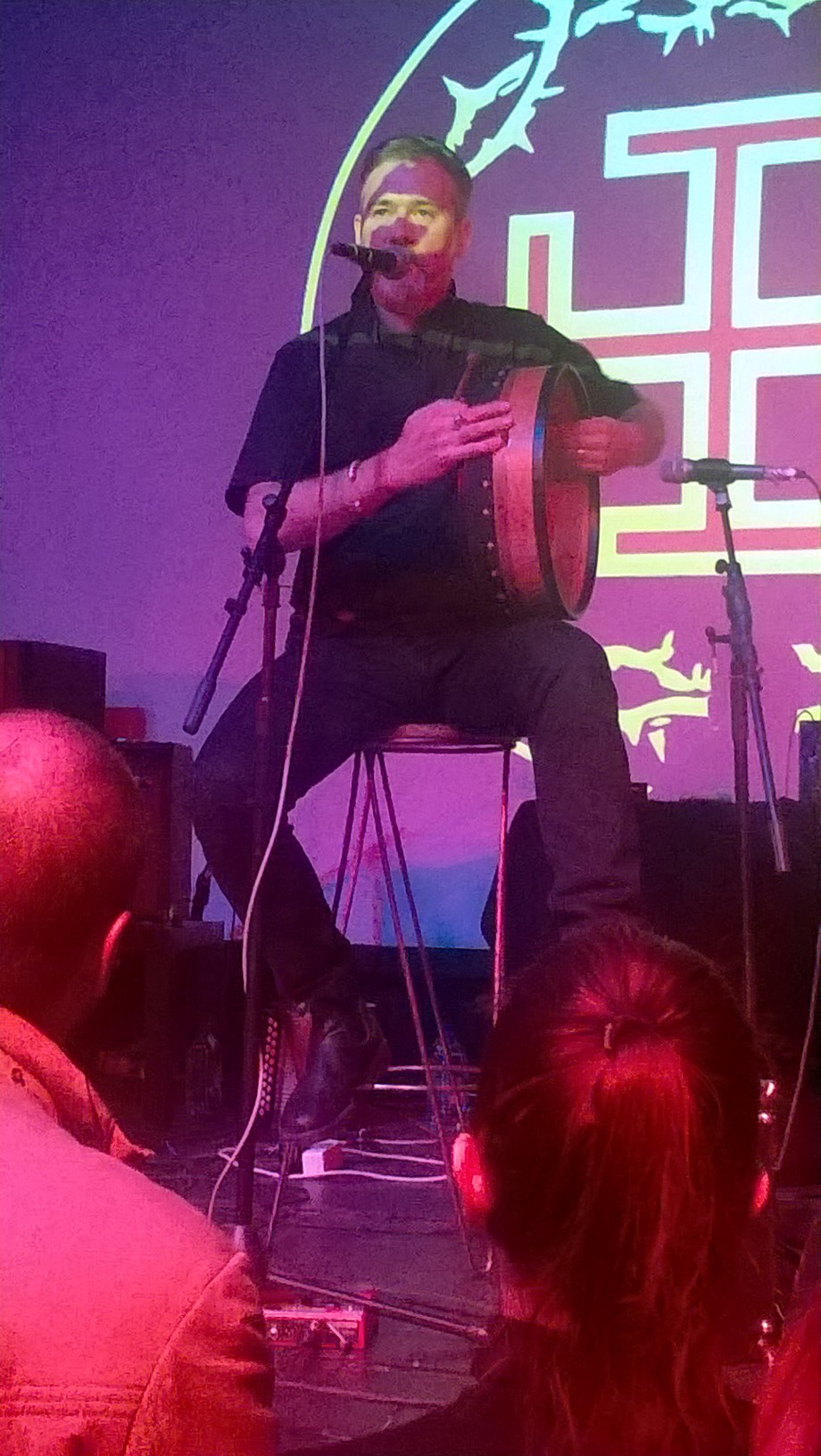
Michael Moynihan bei einem Konzert seiner Band Blood Axis, 2016

Michael Moynihan (* 17. Januar 1969 in Boston, Massachusetts) ist ein US-amerikanischer Musiker, Verleger und Journalist. Aufgrund seines Wirkens wird er einer neuheidnisch-esoterischen, rechten Gegenkultur mit Bezugspunkten zu Positionen der Neuen Rechten zugeordnet.

## Musik
Moynihan war ab 1984 mit dem Industrial-/Experimental-Projekt Coup de Grâce tätig. Des Weiteren war er Mitglied der Techno-Band Slave State. Nach eigener Aussage war er zu dieser Zeit ein Skinhead. 1989 gründete er mit Robert Ferbrache (u. a. 16 Horsepower, Slim Cessna’s Auto Club, Munly and the Lee Lewis Harlots, Tarantella) die Gruppe Blood Axis, als deren Kopf und zumeist auch alleiniger Musiker er bis heute tätig ist. 1995 erschien das Debütalbum The Gospel of Inhumanity. Klangen die Frühwerke von Blood Axis noch äußerst martialisch mit starken psychedelischen Elementen, so greift die Band, zu der inzwischen Moynihans Lebensgefährtin Annabel Lee zählt, heute vermehrt auf Folk-Elemente zurück.
1988 kam Moynihan mit Boyd Rice in Kontakt, 1989 trat er mit ihm bei einer Performance in Osaka zusammen auf, wo er die Trommeln übernahm. Das Bühnenbild mit an Hitlerjungen erinnernden Trommlern und NS-Symbolen (u. a. SS-Totenköpfen) war Vorbild für das Musikvideo zu This is the new (s)hit von Marilyn Manson, der aber weniger vorbelastete Symbole verwendete. Rice wurde Moynihans Mentor in den frühen 1990er Jahren. Beide standen Anton Szandor LaVey von der Church of Satan nahe und teilten ein Interesse für Faschismus, Nationalsozialismus, Charles Manson und ein militantes, antichristliches Neuheidentum. Charles Manson erzählt in dem Lied Herr, nun lass in Frieden von The Gospel of Inhumanity seine Geschichte. Folge seines Kontakts und seiner gelegentlichen Besuche Mansons im Gefängnis waren eine Überwachung durch den amerikanischen Geheimdienst. Moynihan wirkte an Boyd Rice’ Album Music, Martinis and Misantrophy mit Douglas Pearce von der Gruppe Death in June mit. Er arbeitete außerdem mit den Gruppen Allerseelen, Changes, Les Joyaux de la Princesse, In Gowan Ring, Cotton Ferox, Backworld, Fire + Ice, Slim Cessna’s Auto Club und dem der Church of Satan nahestehenden The Electric Hellfire Club zusammen.

## Editorische und journalistische Tätigkeit
1988 brachte Moynihan eine bibliophile englische Übersetzung von Friedrich Nietzsches Der Antichrist mit Illustrationen von Trevor Brown heraus. 1992 gab er in seinem Verlag Storm Books unter dem Titel Siege die gesammelten Schriften des US-amerikanischen Neonazis und Charles-Manson-Anhängers James N. Mason heraus. Dieser Verlag übernahm auch den US-Vertrieb des Grünen Buchs von Gaddafi.
Ein weiterer seiner Verlage, Dominion Press, hat Bücher von ganz unterschiedlichen radikalen Denkern veröffentlicht. Darunter eine Ausgabe über Karl Maria Wiligut mit gesammelten Schriften, ein Buch von dem surrealistischen Künstler Hans Bellmer, gesammelte Schriften von Joscelyn Godwin, eine Essaysammlung des englischen Esoterikers John Michell, und ein Buch von Julius Evola, zusammen mit Inner Traditions veröffentlicht.
Besonders bekannt wurde das zusammen mit dem norwegischen Journalisten Didrik Søderlind verfasste Buch Lords of Chaos, eine Geschichte vor allem des norwegischen Black Metal, mit Schwerpunkt auf den mit diesem verknüpften Verbrechen wie der Ermordung des Musikers Euronymous von Mayhem durch Varg Vikernes von Burzum.
Für verschiedene Musikmagazine, vor allem die Zeitschrift Seconds, führte Moynihan Interviews, unter anderem mit Charles Manson, Quorthon von der Band Bathory, William Bennett von Whitehouse, Michael Gira von den Swans, und Peter Steele von Type O Negative. Sein Interview mit Steele wurde auf Deutsch von der Jungen Freiheit veröffentlicht.
Essays und Beiträge Moynihans erschienen unter anderem in:
- Plexus – A National Socialist Theoretical Journal – einer US-Neonazi-Zeitschrift[7]
- The Scorpion – ein britisches neurechtes Magazin[8]
- Vor Trú – dem Magazin der neuheidnischen Gruppe Ásatrú Alliance[9]
- Filosofem – einer neuheidnisch-neonazistischen französischen Zeitschrift zu der auch Varg Vikernes, David Myatt, Kerry Bolton, Magus Wampyr Daoloth und Vidar von Herske beitrugen[10]
- Hagal – dem Magazin der neurechten Arbeitsgemeinschaft Synergon Deutschland (zwischenzeitlich Deutsch-Europäische Studiengesellschaft), erschienen im Verlag Zeitenwende[11]
- Apocalypse Culture II – einer von Adam Parfrey herausgegebenen Anthologie gegenkultureller Essays
- The Black Flame – Magazin der Church of Satan[12]

Moynihan ist Mitherausgeber des neuheidnischen Magazins TYR: Myth, Culture, Tradition und leitet den Verlag Dominion Press.

## Ideologische Einordnung und Zitate
In seiner Jugend bezog Moynihan eine revolutionäre kommunistische Schrift, kurz darauf beschaffte er sich Informationen zur NSDAP-AO.
Der Filmemacher, Autor und Musiker Rüdiger Sünner betrachtet Moynihan trotz oder wegen seines „unbekümmerten Flirtens mit Krieg, Blut und Gewalt“ als einen „‚Guru‘ der neuheidnischen und rechten Esoterik“. Er verkläre nostalgisch eine keltische und germanische Vergangenheit mit ihren Mythen, Werten wie Ehre, Wahrhaftigkeit, Opfer, Hierarchie und einer Daseinsauffassung, in der „Kampf und Krieg als natürliche Hindernisse auf dem Weg zur höheren Entwicklung akzeptiert werden.“ Gegen die Oberflächlichkeit einer Spaß- und Konsumkultur suche er nach archaischen Gefühlen und Glaubensvorstellungen. Im Gegensatz zum christlich geprägten, demokratisch-humanistischen Wertekanon verehrt er den germanischen Sturmgott Odin und ist Anhänger der altpersischen Mithras-Religion. In der Nachfolge Nietzsches sieht er sich als einsamer Forscher „jenseits von Gut und Böse“ und bezieht sich außerdem auf den Ariosophen Jörg Lanz von Liebenfels sowie den SS-Brigadeführer und nach Moynihans Einschätzung einzigen echten Okkultisten unter den bedeutenderen Personen des Dritten Reichs Karl Maria Wiligut.
Moynihans offen bekundetes Interesse an extremen Ideen machte ihn neben Boyd Rice zu einer der umstrittensten Figuren der Industrial- bzw. Post-Industrial-Kultur. Er unterstützte zumindest Mitte der 1990er Jahre offen neurechte beziehungsweise neofaschistische Positionen: „Ich achte viele Ideen der ‚Neuen Rechten‘ und der Dritten Position. Die Leute die ich traf und die in diese Gruppen (Junge Freiheit, Orion, Aurora, The Scorpion, Vouloir, Lutte du Peuple) involviert sind, sind alle außergewöhnlich intelligent und aufgeschlossen. Ich hoffe sie werden weiterhin für die Europäische Zukunft an Einfluss gewinnen.“ Gegenüber Der Golem jedoch gab Moynihan an, Politik zu verabscheuen und niemals Mitglied einer politischen Gruppierung gewesen zu sein. Der linke Kulturwissenschaftler und Autor Alexander Nym bezeichnet die Mitglieder von Moynihans Band Blood Axis als „Hippies“, die Folkmusik spielen. Moynihans rechte Phase sei auf die Zeit seiner „Beschäftigung mit den esoterischen Grundlagen der NS-Zeit Anfang bis Mitte der Neunziger Jahre“ beschränkt. Seiner Einschätzung nach sei Moynihan „einer der anarchistischen [P]ost-Industrial-Künstler […], bei denen es damals hip war, die politisch korrekten Alltagsnazis – also Zensoren und besorgte Spießbürger ebenso wie die vorgebliche ‚Alternativ-Kultur‘ – in den USA mit dem Schreckgespenst Nazi-Satanismus zu provozieren“.
Moynihan ist ein Bewunderer von Ernst Jünger, Julius Evola und Leni Riefenstahl.
Er ist Mitglied der neuheidnischen Gruppierung Ásatrú. Außerdem nahm LaVey ihn in die Church of Satan auf, Moynihan sieht sich jedoch nicht als Satanisten, da er nicht an die Existenz Satans glaubt.

### Zitate
- Moynihan auf die Frage des Magazins The Heretic von Kerry Bolton, weshalb er lieber als Faschist denn als „Nazi“/Nationalsozialist bezeichnet wird:

„I think the main problem of the National Socialists today is their centering their entire worldview around a dead idol, namely Hitler. This isn't to say there aren't valid ideas there, but I don't think a Hitler cult is going to achieve anything or have any serious resonance outside of a small band of fetishists. Fascism is less connected to a specific personality, thus more openended. I wouldn't say it encompasses my worldview, but it’s a step in the right direction.“
- Auf die Frage, ob sein Faschismus-Konzept Rassismus beinhalte, im selben Interview:

„Any honest, thinking person will admit that race affects reality. I am certainly racially aware, and my feelings and experiences are confirmed on a daily basis.“
- Und wieder im selben Interview, auf die Frage, wie er zu den libertären Strömungen stünde, die sich – neben den faschistischen – im Satanismus und der Church of Satan bewegten:

„As for the libertarianism, I have no sympathy for it.“
- Dem Fanzine Compulsion gegenüber erklärte er:

„Wenn der Faschismus dieser Welt einen Sinn für Ordnung, Disziplin und Verantwortung zurückgibt, bin ich absolut dafür.“
- Seine berüchtigtste und meistzitierte Aussage, auf die Frage zum Holocaust, machte er um 1994 gegenüber No Longer a FANzine:

„The number of six million [Jews killed in the Holocaust] is just arbitrary and inaccurate […]. If I were given the opportunity to start up the next Holocaust, I would definitely have more lenient entry requirements than the Nazis.“
- Aufgrund der Reaktionen auf diese Aussage sah Moynihan sich veranlasst, sich gemäßigter zu äußern. Burkhard Schröder beispielsweise nannte ihn insbesondere wegen des ersten Satzes einen „notorischen Holocaustleugner“.[23] In einem späteren Interview mit dem Magazin Willamette Week (ca. 1999/2000) gab er an:

„The only realistic way I would want to deal with society is on some sort of small level of people who have something in common, who look out for each other […] I don't see white people doing anything particularly noble these days, so why on earth would I be a white supremacist? […] What does fascism have to do with anything that’s going on? The far right is a bunch of isolated losers. I probably have far more in common with anarchists than I would with any right-wing person, and they would probably agree.“

## Diskografie

### Als Coup de Grâce
- Commencement/Corpse Education (Kassette, 1984)
- Anthems for Doomed Youth (Kassette, 1985)
- Coup de Grâce over Europe (Kassette, 1986)

### Mit Sleep Chamber
- Babylon (Maxi, 1986)
- Live at the Pallace Roads Theatre (Kassette, 1986)
- Live at the Rat Club 12:18:85 (Kassette, 1986)
- Spellbound Submission (1991)

### MitNON
- Total War: Live in Osaka, Japan (1989)
- Music, Martinis and Misanthropy (1989)
- In the Shadow of the Sword (1991)

### Mit Blood Axis
- siehe Blood Axis#Diskografie

### Weitere Projekte
- Hands To: Decesh (1988)
- Changes: Fire of Life (Mastering, 1996)
- Fire + Ice: Live at the Hollywood Moguls (VHS, 1997)
- Backworld: Anthems from the Pleasure Park (1999)
- Fire + Ice: Birdking (2000)
- Waldteufel: Heimliches Deutschland (2000)
- Cotton Ferox: First Time Hurts (2002)
- In Gowan Ring: Hazel Steps Though a Weathered Home (2002)
- Changes: Orphan in the Storm (2004)
- Changes: Twilight (EP, 2005)
- In Gowan Ring: Exists and Entrances (2CD, 2007)
- The Lindbergh Baby: Hoodwinked (2007)

## Buchveröffentlichungen
- Siege: The Collected Writings of James Mason. James N. Mason, herausgegeben und eingeleitet von Moynihan
- Lords of Chaos: The Bloody Rise of the Satanic Metal Underground, Michael Moynihan und Didrik Søderlind, Feral House 1998 (deutsch: Lords of Chaos. Satanischer Metal: Der blutige Aufstieg aus dem Untergrund. Prophecy Production 2002.)
- The Secret King: Karl Maria Wiligut, Himmler’s Lord of the Runes, herausgegeben von Moynihan, Dominion Press, 2001 (ISBN 0-9712044-0-3)
- Introduction to Magic: Rituals and Practical Techniques for the Magus, Julius Evola und die UR Group, herausgegeben von Moynihan (ISBN 0-89281-624-4)
- Men Among the Ruins: Post-War Reflections of a Radical Traditionalist, Julius Evola, herausgegeben von Moynihan (ISBN 0-89281-905-7)
- Apocalypse Culture II, herausgegeben von Adam Parfrey, mit Unterstützung von Moynihan, (ISBN 0-922915-57-1)
- The Book of Lies, herausgegeben von Richard Metzger, mit Unterstützung von Moynihan, (ISBN 0-9713942-7-X)